# ジェンダー・エンパワーメント指数
ジェンダー・エンパワーメント指数（ジェンダー・エンパワーメントしすう、英語：gender empowerment measure、略称：GEM）は、女性の政治参加や経済界における活躍、意思決定に参加できるかどうかを表す指数である。人間開発指数（HDI）の1つで、国連開発計画（UNDP）が導入した。
2009年の発表を最後に、2010年からはジェンダー不平等指数に移行した。
国会議員、専門職・技術職、管理職などにおける女性の割合と、男女の推定所得などを用いて算出する。
2009年の「人間開発報告書」によれば、1位はスウェーデン、2位はノルウェー。日本は57位である。しかし、看護職など女性が元々多数を占めている職業が評価の対象外となっている事や、女性への不平等が強く見られるパキスタンがGEMでは比較的上位に入っている事から指標として不十分なものであるとの指摘もある。

## 算定方法
GEMは
1. 政治における参加と意思決定力
2. 経済活動における参加と意思決定力
3. 経済資源に対する力おける女性への機会」

に焦点を当てたものであり、それぞれ、
1. 男女の国会議員に占める比率
2. 男女の管理職に占める比率と専門職・技術職に占める比率
3. 男女の推定勤労所得

などが構成要素として用いられている。
次式により人口で加重した平均値が等分布等価比率（EDEP）として求められる。 
EDEP = {女性の人口比率（女性の指標－1）＋男性の人口比率（男性の指標－1）}－1
男女の比率が同等となる50%が理想値である。
このように求められる3つの指数化されたEDEPを単純平均し、GEMが算出される。